# エミール・シェーグレン
エミール・シェーグレン（Johan Gustav Emil Sjögren ユーアン・グスタフ・エーミル・フェーグリアン, 1853年6月16日 ストックホルム - 1918年3月1日 同地）はスウェーデンのオルガニスト、作曲家。
17歳でストックホルム音楽院に入学し、その後ベルリンに留学して研鑽を積んだ。1890年よりストックホルム聖ヨハネ教会のオルガニストに就任し、ストックホルムに没するまでその座にあった。
シェーグレンは歌曲やピアノ曲の作曲家として名を遺したが、その他に特筆すべき作品として、《オルガンのための前奏曲とフーガ》や5曲のヴァイオリン・ソナタ、合唱曲がある。